# Sztuka Azteków

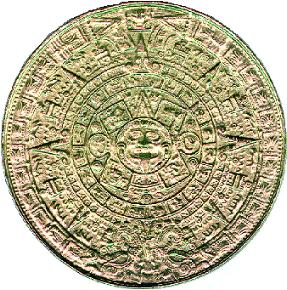
Kamień Słońca

Sztuka Azteków – czas trwania i rozwoju to okres od XIII wieku do początków XVI wieku. Najważniejszym ośrodkiem kultury założonym przez Azteków było miasto Tenochtitlán założone na wyspach na jeziorze Texcoco. Było to trzecie centrum ceremonialne Mezoameryki (po Teotihuacán i Tuli). Plemiona cziczimeckie, które podbiły tereny centralnego płaskowyżu, przejęły ich dorobek kulturalny. Przez syntezę z własnymi obyczajami, doświadczeniami stworzyły nowe, niepowtarzalne wartości. Artyści azteccy preferowali rzeźbę w twardym kamieniu. Do dorobku ich sztuki należą pełne ekspresji przedstawienia bogów, wojowników, kapłanów. Do częstych tematów należą figurki zwierząt: ropuch, węży, małp i drapieżnych kotów. Do najbardziej monumentalnych pomników epoki należy Kamień Słońca (Piedra del Sol), kalendarz aztecki. Ten ważący ok. 24 tony kamień został ułożony poziomo tak, że odczyt jest możliwy tylko z piramid. Płaszczyzna o średnicy 3,5 m pokryta jest reliefami o symbolicznym znaczeniu. W centrum umieszczono znak „poczwórnego ruchu” przedstawiający cztery słońca poprzednich epok i znak współczesnej epoki oraz symbole czterech stron nieba. Za nimi, po obwodzie umieszczono symbole dwudziestu dni. Kamień otaczają dwa węże – znak przemijającego czasu.
Do innych znanych rzeźb (znajdujących się w zbiorach Narodowego Muzeum Antropologii w Meksyku) należą: ekspresyjna figura siedzącego wyobrażenie Xochipilli oraz pełen symbolicznych znaczeń posąg Coatlicue. Bogini wyobrażona jest jako postać w spódnicy z węży, naszyjniku z ludzkich dłoni i serc. Spódnica przytrzymywana jest pasem z zapięciem z czaszki, dłonie bogini zakończone są długimi pazurami, a z szyi wyrastają dwie głowy węża. Wszystkie te symbole mają uzmysłowić, że bogini jest jednocześnie dawczynią życia i śmierci. W bogini nie ma okrucieństwa. Jest tylko stwierdzenie rzeczywistości. Ziemia pożera to co w niej pogrzebane i jednocześnie daje nowe życie pozwalając kiełkować zasianym w niej ziarnom.
Wyroby rzemieślnicze wytwarzane przez Azteków cechowała misterność, harmonijny dobór barw. Były to dzieła z piór, mozaiki, przedmioty inkrustowane turkusami, muszlami, wyroby ze złota i srebra. Rzeźby wykonane w drewnie i kości. Do cenniejszych zabytków należy tarcza z piór należąca do azteckiego władcy Ahuitzotla. Tarcza, tzw. chimalli to okrągła mozaika z czerwonych piór z niebieskim, wyjącym kojotem umieszczonym w jej środkowej części (tarcza znajduje się w zbiorach Museum für Volkerkunde w Wiedniu).